# Prochot
Prochot (in ungherese Kelő, in tedesco Blaufuss) è un comune della Slovacchia facente parte del distretto di Žiar nad Hronom, nella regione di Banská Bystrica.